# إسمنت جبل الوسط
إسمنت جبل الوسط هي شركة تونسية لصناعة الإسمنت والجبس والجير. يقع مصنعها ببئر مشارقة بولاية زغوان.